# 獵戶座BL
獵戶座BL，又名BD+14 1283，HD 44984、SAO 95659、HR 2308，是獵戶座的一颗恒星，视星等为6.24，位于銀經196.91，銀緯1.06，其B1900.0坐标为赤經6h 19m 45.8s，赤緯+14° 1.06′ 37″。